# 阿纳斯·阿布德赫
阿納斯·阿布德赫（阿拉伯语：أنس العبدة；1967年—），是一名敘利亞政治人物，2016年起出任叙利亚反对派和革命力量全国联盟主席。

## 早年生活
1967年他在大马士革出生，長大後在约旦雅爾穆克大學修讀地质学，後於英格蘭纽卡斯尔大学獲得地球物理学硕士。